# Liste der Beiträge für den besten internationalen Film für die Oscarverleihung 2023

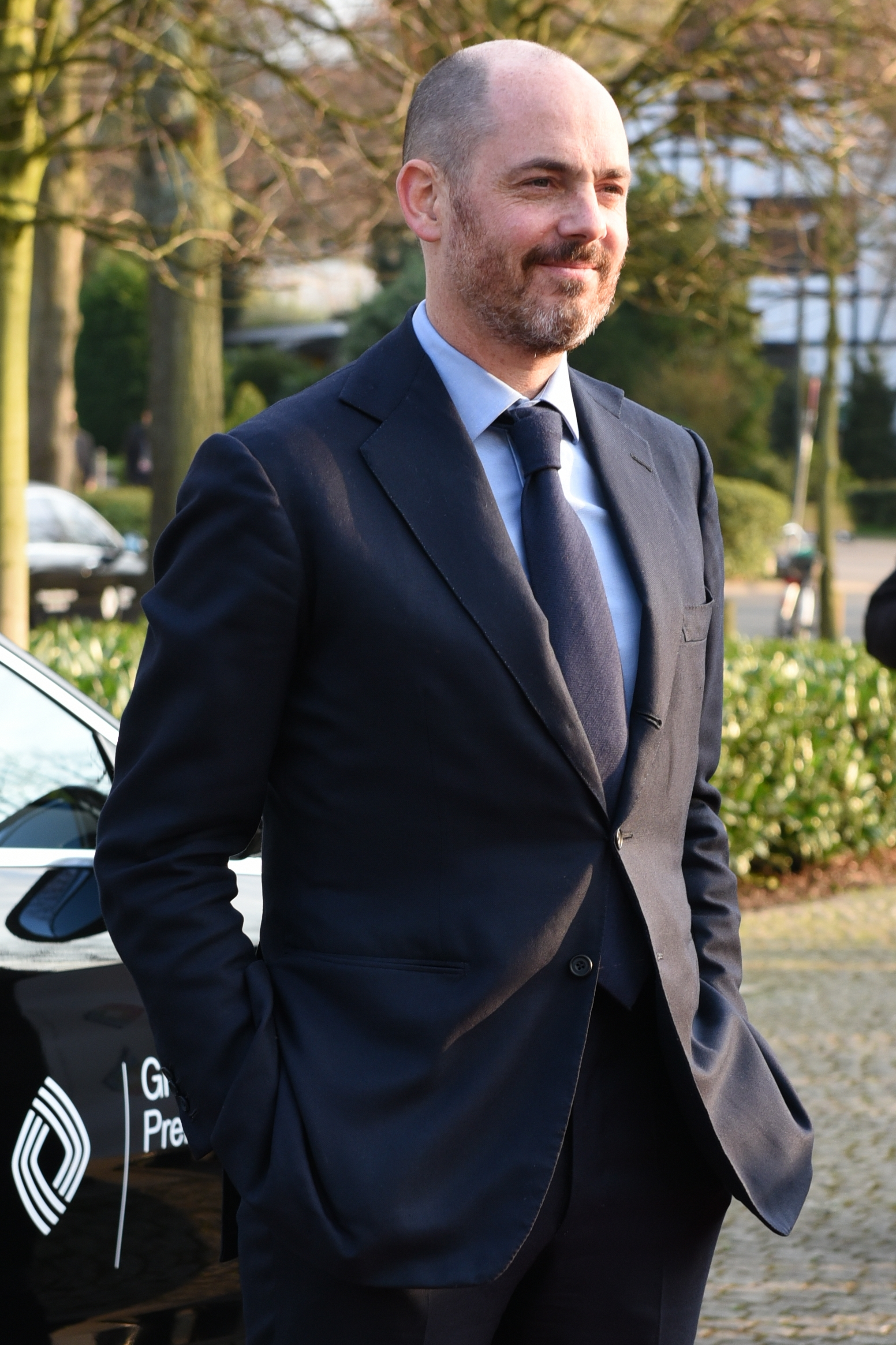
Edward Berger, Regisseur des preisgekrönten Films Im Westen nichts Neues

Die Liste der Beiträge für den besten internationalen Film für die Oscarverleihung 2023 führt alle für die Oscarverleihung 2023 bei der Academy of Motion Picture Arts and Sciences (AMPAS) für die Kategorie des besten internationalen Films eingereichten Filme. Insgesamt wurden 93 Filme eingereicht, von denen 92 zugelassen wurden und damit einer weniger als in den drei Vorjahren. Darunter befand sich mit Tembele von Morris Mugisha erstmals ein Beitrag aus Uganda. Nicht zugelassen wurden Bulgariens ursprüngliche Einreichung Mother von Sorniza Popgantschewa und Valerie Buhagiars Carmen für Malta.
Die Filme mussten bis zum 3. Oktober 2022 eingereicht werden. Aus allen zugelassenen Beiträgen wurde am 21. Dezember 2022 zunächst eine Vorauswahl (Shortlist) von 15 Filmen bekanntgegeben und aus diesen dann am 24. Januar 2023 die fünf Nominierten ausgewählt. Nominiert wurden Argentiniens Argentinien, 1985 – Nie wieder von Santiago Mitre, Belgiens Close von Lukas Dhont, Deutschlands Im Westen nichts Neues von Edward Berger, Irlands The Quiet Girl von Colm Bairéad sowie Polens EO von Jerzy Skolimowski.
Bei der Verleihung am 12. März 2023 konnte sich der deutsche Beitrag Im Westen nichts Neues durchsetzen. Es war der insgesamt vierte Sieg eines deutschen Films in dieser Kategorie.

## Beiträge
Vorauswahl,  Nominiert,  Ausgezeichnet
| Land                    | Deutscher bzw. Internationaler Titel                   | Originaltitel                                             | Sprache(n)                                            | Regisseur(e)                        | Ergebnis        |
| ----------------------- | ------------------------------------------------------ | --------------------------------------------------------- | ----------------------------------------------------- | ----------------------------------- | --------------- |
| Albanien                | Kaffee und ein Paar neue Schuhe                        | Një filxhan kafe dhe këpucë të reja veshur                | Albanisch                                             | Gentian Koçi                        | Nicht nominiert |
| Algerien                | Our Brothers                                           | Nos frangins                                              | Französisch                                           | Rachid Bouchareb                    | Nicht nominiert |
| Argentinien             | Argentinien, 1985 – Nie wieder                         | Argentina, 1985                                           | Spanisch                                              | Santiago Mitre                      | Nominiert       |
| Armenien                | Aurora – Star wider Willen                             | Արշալույսի լուսաբացը (Arschalujsi lussabaze)              | Armenisch                                             | Inna Sahakjan                       | Nicht nominiert |
| Aserbaidschan           | Creators                                               | Yaradanlar                                                | Aserbaidschanisch, Russisch                           | Şamil Əliyev                        | Nicht nominiert |
| Australien              | You Won’t Be Alone                                     | You Won’t Be Alone                                        | Mazedonisch                                           | Goran Stolevski                     | Nicht nominiert |
| Bangladesch             | Hawa                                                   | হাওয়া                                                       | Bengalisch                                            | Mejbaur Rahman Sumon                | Nicht nominiert |
| Belgien                 | Close                                                  | Close                                                     | Französisch, Niederländisch                           | Lukas Dhont                         | Nominiert       |
| Bolivien                | Utama. Ein Leben in Würde                              | Utama                                                     | Quechua, Spanisch                                     | Alejandro Loayza Grisi              | Nicht nominiert |
| Bosnien und Herzegowina | A Ballad                                               | Balada                                                    | Bosnisch                                              | Aida Begić                          | Nicht nominiert |
| Brasilien               | Mars One                                               | Marte Um                                                  | Portugiesisch                                         | Gabriel Martins                     | Nicht nominiert |
| Bulgarien               | In the Heart of the Machine                            | В сърцето на машината (W sarzeto na maschinata)           | Bulgarisch                                            | Martin Makariew                     | Nicht nominiert |
| Chile                   | Blanquita                                              | Blanquita                                                 | Spanisch                                              | Fernando Guzzoni                    | Nicht nominiert |
| China                   | Nice View                                              | 奇迹·笨小孩 (Qí jī · bèn xiǎo hái)                        | Mandarin                                              | Wen Muye                            | Nicht nominiert |
| Costa Rica              | Domingo and the Mist                                   | Domingo y la niebla                                       | Spanisch                                              | Ariel Escalante                     | Nicht nominiert |
| Dänemark                | Holy Spider                                            | Holy Spider                                               | Persisch                                              | Ali Abbasi                          | Vorauswahl      |
| Deutschland             | Im Westen nichts Neues                                 | Im Westen nichts Neues                                    | Deutsch, Englisch                                     | Edward Berger                       | Ausgezeichnet   |
| Dominikanische Republik | Bantú Mama                                             | Bantú Mama                                                | Französisch, Spanisch                                 | Ivan Herrera                        | Nicht nominiert |
| Ecuador                 | Lo Invisible                                           | Lo Invisible                                              | Spanisch                                              | Javier Andrade                      | Nicht nominiert |
| Estland                 | Kalev                                                  | Kalev                                                     | Estnisch, Russisch                                    | Ove Musting                         | Nicht nominiert |
| Finnland                | Girls Girls Girls                                      | Tytöt tytöt tytöt                                         | Finnisch                                              | Alli Haapasalo                      | Nicht nominiert |
| Frankreich              | Saint Omer                                             | Saint Omer                                                | Französisch                                           | Alice Diop                          | Vorauswahl      |
| Georgien                | A Long Break                                           | დიდი შესვენება (Didi schesweneba)                         | Georgisch                                             | Dawit Pirzchalawa                   | Nicht nominiert |
| Griechenland            | Magnetic Fields                                        | Μαγνητικά Πεδία (Magnitika pedia)                         | Griechisch                                            | Yorgos Goussis                      | Nicht nominiert |
| Guatemala               | The Silence of the Mole                                | El silencio del topo                                      | Spanisch                                              | Anaïs Taracena                      | Nicht nominiert |
| Hongkong                | Where the Wind Blows                                   | 風再起時 (Fēng zài qǐ shí)                                | Kantonesisch                                          | Philip Yung                         | Nicht nominiert |
| Indien                  | Das Licht, aus dem die Träume sind                     | છેલ્લો શો (Chhello Show)                                      | Gujarati                                              | Pan Nalin                           | Vorauswahl      |
| Indonesien              | Missing Home                                           | Ngeri-Ngeri Sedap                                         | Toba Batak, Indonesisch                               | Bene Dion Rajagukguk                | Nicht nominiert |
| Irak                    | The Exam                                               | ئەزموون (Ezimûn)                                          | Kurdisch                                              | Shawkat Amin Korki                  | Nicht nominiert |
| Iran                    | World War III                                          | جنگ جهانی سوم (Jang-e jahāni-e sevvom)                    | Persisch                                              | Houman Seyyedi                      | Nicht nominiert |
| Irland                  | The Quiet Girl                                         | An Cailín Ciúin                                           | Irisch, Englisch                                      | Colm Bairéad                        | Nominiert       |
| Island                  | Beautiful Beings                                       | Berdreymi                                                 | Isländisch                                            | Guðmundur Arnar Guðmundsson         | Nicht nominiert |
| Israel                  | Cinema Sabaya                                          | סינמה סבאיא                                               | Hebräisch, Arabisch                                   | Orit Fouks Rotem                    | Nicht nominiert |
| Italien                 | Nostalgia                                              | Nostalgia                                                 | Italienisch, Arabisch                                 | Mario Martone                       | Nicht nominiert |
| Japan                   | Plan 75                                                | Plan 75                                                   | Japanisch                                             | Chie Hayakawa                       | Nicht nominiert |
| Jordanien               | Farha                                                  | فرحة (Farḥa)                                              | Arabisch, Hebräisch, Englisch                         | Darin J. Sallam                     | Nicht nominiert |
| Kambodscha              | Return to Seoul                                        | Retour à Séoul                                            | Französisch, Koreanisch, Englisch                     | Davy Chou                           | Vorauswahl      |
| Kamerun                 | The Planter’s Plantation                               | The Planter’s Plantation                                  | Kamtok                                                | Eystein Young Dingha                | Nicht nominiert |
| Kanada                  | Eternal Spring – Chinas gehacktes Staats-TV            | Eternal Spring                                            | Englisch, Mandarin                                    | Jason Loftus                        | Nicht nominiert |
| Kasachstan              | Life                                                   | Өмір / Жизнь (Ömir / Schisn)                              | Russisch, Kasachisch                                  | Emir Baighasin                      | Nicht nominiert |
| Kenia                   | TeraStorm                                              | TeraStorm                                                 | Swahili, Englisch                                     | Andrew Kaggia                       | Nicht nominiert |
| Kirgisistan             | Home for Sale                                          | Үй сатылат (Üi satylat)                                   | Kirgisisch                                            | Taalaibek Kulmendejew               | Nicht nominiert |
| Kolumbien               | Los reyes del mundo                                    | Los reyes del mundo                                       | Spanisch                                              | Laura Mora                          | Nicht nominiert |
| Kosovo                  | Looking for Venera                                     | Në kërkim të Venerës                                      | Albanisch                                             | Norika Sefa                         | Nicht nominiert |
| Kroatien                | Safe Place                                             | Sigurno mjesto                                            | Kroatisch                                             | Juraj Lerotić                       | Nicht nominiert |
| Lettland                | Januar                                                 | Janvāris                                                  | Lettisch, Litauisch, Russisch                         | Viesturs Kairišs                    | Nicht nominiert |
| Libanon                 | Memory Box                                             | دفاتر مايا (Daftār Māyā)                                  | Französisch, Arabisch, Englisch                       | Joana Hadjithomas Khalil Joreige    | Nicht nominiert |
| Litauen                 | Pilgrims                                               | Piligrimai                                                | Litauisch                                             | Laurynas Bareiša                    | Nicht nominiert |
| Luxemburg               | Icarus                                                 | Icare                                                     | Französisch, Englisch, Luxemburgisch, Flämisch        | Carlo Vogele                        | Nicht nominiert |
| Marokko                 | Das Blau des Kaftans                                   | Le bleu du caftan                                         | Arabisch                                              | Maryam Touzani                      | Vorauswahl      |
| Mexiko                  | Bardo, die erfundene Chronik einer Handvoll Wahrheiten | Bardo, falsa crónica de unas cuantas verdades             | Spanisch                                              | Alejandro González Iñárritu         | Vorauswahl      |
| Moldau                  | Carbon                                                 | Carbon                                                    | Rumänisch, Russisch                                   | Ion Borș                            | Nicht nominiert |
| Mongolei                | Harvest Moon                                           | Эргэж ирэхгүй намар (Ergedsch irechgüi namar)             | Mongolisch                                            | Baldschinnjamyn Amarsaichan         | Nicht nominiert |
| Montenegro              | The Elegy of Laurel                                    | Elegija lovora                                            | Serbisch                                              | Dušan Kasalica                      | Nicht nominiert |
| Nepal                   | Butterfly on the Windowpane                            | ऐना झ्यालको पुतली (Ainaa Jhyal Ko Putali)                       | Nepali                                                | Sujit Bidari                        | Nicht nominiert |
| Neuseeland              | Muru                                                   | Muru                                                      | Maorisch, Englisch                                    | Tearepa Kahi                        | Nicht nominiert |
| Niederlande             | Narcosis                                               | Narcosis                                                  | Niederländisch                                        | Martijn de Jong                     | Nicht nominiert |
| Nordmazedonien          | The Happiest Man in the World                          | Најсреќниот човек на светот (Naisrećniot čovek na svetot) | Mazedonisch                                           | Teona Strugar Mitevska              | Nicht nominiert |
| Norwegen                | War Sailor                                             | Krigsseileren                                             | Norwegisch, Deutsch, Englisch                         | Gunnar Vikene                       | Nicht nominiert |
| Österreich              | Corsage                                                | Corsage                                                   | Englisch, Französisch, Deutsch, Ungarisch             | Marie Kreutzer                      | Vorauswahl      |
| Pakistan                | Joyland                                                | Joyland                                                   | Urdu                                                  | Saim Sadiq                          | Vorauswahl      |
| Palästina               | Mediterranean Fever                                    | حمى البحر المتوسط (Ḥummā al-baḥr al-Mutawassiṭ)           | Arabisch                                              | Maha Haj                            | Nicht nominiert |
| Panama                  | Birthday Boy                                           | Cumpleañero                                               | Spanisch                                              | Arturo Montenegro                   | Nicht nominiert |
| Paraguay                | Eami, der Geist des Waldes                             | Eami                                                      | Ayoreo                                                | Paz Encina                          | Nicht nominiert |
| Peru                    | Moon Heart                                             | El corazón de la luna                                     | Spanisch                                              | Aldo Salvini                        | Nicht nominiert |
| Philippinen             | On the Job: The Missing 8                              | On the Job: The Missing 8                                 | Filipino                                              | Erik Matti                          | Nicht nominiert |
| Polen                   | EO                                                     | EO                                                        | Polnisch, Italienisch                                 | Jerzy Skolimowski                   | Nominiert       |
| Portugal                | Alma Viva                                              | Alma Viva                                                 | Portugiesisch, Französisch                            | Cristèle Alves Meira                | Nicht nominiert |
| Rumänien                | Immaculate                                             | Imaculat                                                  | Rumänisch                                             | Monica Stan George Chiper-Lillemark | Nicht nominiert |
| Saudi-Arabien           | Raven Song                                             | أغنية الغراب (Ughniat alghurab)                           | Arabisch                                              | Mohamed al-Salman                   | Nicht nominiert |
| Schweden                | Die Kairo Verschwörung                                 | صبي من الجنة (ṣabiyy min al Janna)                        | Arabisch                                              | Tarik Saleh                         | Vorauswahl      |
| Schweiz                 | Drei Winter                                            | Drii Winter                                               | Schweizerdeutsch                                      | Michael Koch                        | Nicht nominiert |
| Senegal                 | Xalé                                                   | Xalé                                                      | Wolof                                                 | Moussa Sène Absa                    | Nicht nominiert |
| Serbien                 | Darkling                                               | Мрак (Mrak)                                               | Serbisch, Englisch, Italienisch                       | Dušan Milić                         | Nicht nominiert |
| Singapur                | Ajoomma                                                | Ajoomma                                                   | Mandarin, Koreanisch, Englisch                        | He Shuming                          | Nicht nominiert |
| Slowakei                | Victim                                                 | Oběť                                                      | Tschechisch, Ukrainisch                               | Michal Blaško                       | Nicht nominiert |
| Slowenien               | Orkester                                               | Orkester                                                  | Slowenisch                                            | Matevž Luzar                        | Nicht nominiert |
| Spanien                 | Alcarràs – Die letzte Ernte                            | Alcarràs                                                  | Katalanisch                                           | Carla Simón                         | Nicht nominiert |
| Südkorea                | Die Frau im Nebel                                      | 헤어질 결심 (Haeojil gyeolsim)                            | Koreanisch, Mandarin                                  | Park Chan-wook                      | Vorauswahl      |
| Taiwan                  | Goddamned Asura                                        | 該死的阿修羅 (Gāisǐ de Āxiūluó)                           | Mandarin                                              | Lou Yi-an                           | Nicht nominiert |
| Tansania                | Die Liebe in ungleichen Zeiten                         | Vuta N’Kuvute                                             | Swahili                                               | Amil Shivji                         | Nicht nominiert |
| Thailand                | One for the Road                                       | วันสุดท้าย..ก่อนบายเธอ (Wạn s̄udtĥāy..K̀xn bāy ṭhex)            | Thailändisch                                          | Nattawut Poonpiriya                 | Nicht nominiert |
| Tschechien              | Der Böhme                                              | Il Boemo                                                  | Italienisch, Deutsch, Tschechisch                     | Petr Václav                         | Nicht nominiert |
| Tunesien                | Under the Fig Trees                                    | تحت الشجرة (Taht alshajra)                                | Arabisch                                              | Erige Sehiri                        | Nicht nominiert |
| Türkei                  | Kerr                                                   | Kerr                                                      | Türkisch                                              | Tayfun Pirselimoğlu                 | Nicht nominiert |
| Uganda                  | Tembele                                                | Tembele                                                   | Englisch                                              | Morris Mugisha                      | Nicht nominiert |
| Ukraine                 | Klondike                                               | Клондайк (Klondajk)                                       | Ukrainisch, Tschetschenisch, Russisch, Niederländisch | Maryna Er Horbatsch                 | Nicht nominiert |
| Ungarn                  | Blockade                                               | Blokád                                                    | Ungarisch                                             | Ádám Tősér                          | Nicht nominiert |
| Uruguay                 | The Employer and the Employee                          | El empleado y el patrón                                   | Spanisch, Portugiesisch, Französisch                  | Manolo Nieto                        | Nicht nominiert |
| Venezuela               | The Box                                                | La caja                                                   | Spanisch                                              | Lorenzo Vigas                       | Nicht nominiert |
| Vereinigtes Königreich  | Winners                                                | Winners / برنده‌ها (Barandehâ)                             | Persisch                                              | Hassan Nazer                        | Nicht nominiert |
| Vietnam                 | 578 Magnum                                             | 578: Phát đạn của kẻ điên                                 | Vietnamesisch                                         | Lương Đình Dũng                     | Nicht nominiert |